# 克雷斯特拉杜斯
克雷斯特拉杜斯 （希臘語：Κλεόστρατος; 公元前520年-约公元前432年）是一位古希腊忒涅多斯岛天文学家，古代历史学家认为是他引入了黄道带（从白羊宫和人马宫开始）和阳历，根据 J.韦布的说法，克雷斯特拉杜斯的这些理念来源于古巴比伦人。
没有任何可将黄道十二宫的创造或设计归功于某一人的原始资料。这方面的历史研究表明，存在有翻译问题以及包括哲学家泰勒斯与忒涅多斯岛关系在内的巧合。历史著作中还提到了克雷斯特拉杜斯用作树立传统希腊文化权威的方法。对巴比伦历法的延续被认为并非是一种进步，因为希腊人早已改善了他们的历法精度，只是在调整年月日组合的过程中汲取了巴比伦人均衡天数的做法。如同其他的文明一样，希腊人可能已建立了一套独立于巴比伦的历法体系，然而，大多数人一致认为，有关谁建立了西方第一套所知历法的争论，永远不会有明确的答案。
老普林尼在他的《自然史》一书中写道：第58次奥林匹克运动会上，米利都的阿那克西曼德据说是第一个理解地球倾角的人，从而开辟了正确认识学科知识的道路。之后，克雷斯特拉杜斯创作了这方面的符号，第一次标出了白羊宫和人马宫，而在此之前天球图就早已出现。普林尼与同时代人一样，认为合理的观点必须建立在以往知识或思想家成就的基础上。
肯索里努斯（在《论生辰》中）就将克雷斯特拉杜斯视作八年历（octaeteris）或八年循环历的发明人。克雷斯特拉杜斯的名字与维持希腊民间历法（按月亮周期）与太阳历相一致的8年循环闰期有关—一种被哈尔帕卢斯·肯索里努改进的循环历，八年历之前所采用的是被普遍认为是由欧多克索斯提出的19年的默冬章。泰奥弗拉斯托斯（《de Sign. Pluv》第239页）曾提到他与米西姆纳的玛特莱斯塔索夫（Matricetas）和雅典的斐拉涅斯（Phaeinus）一起是气象观测人；盖乌斯·尤利乌斯·许癸努斯（在《天文的诗歌》中）曾说克雷斯特拉杜斯率先指出了御夫座中的小羊（Haedi，御夫座ζ和η星）为双星。

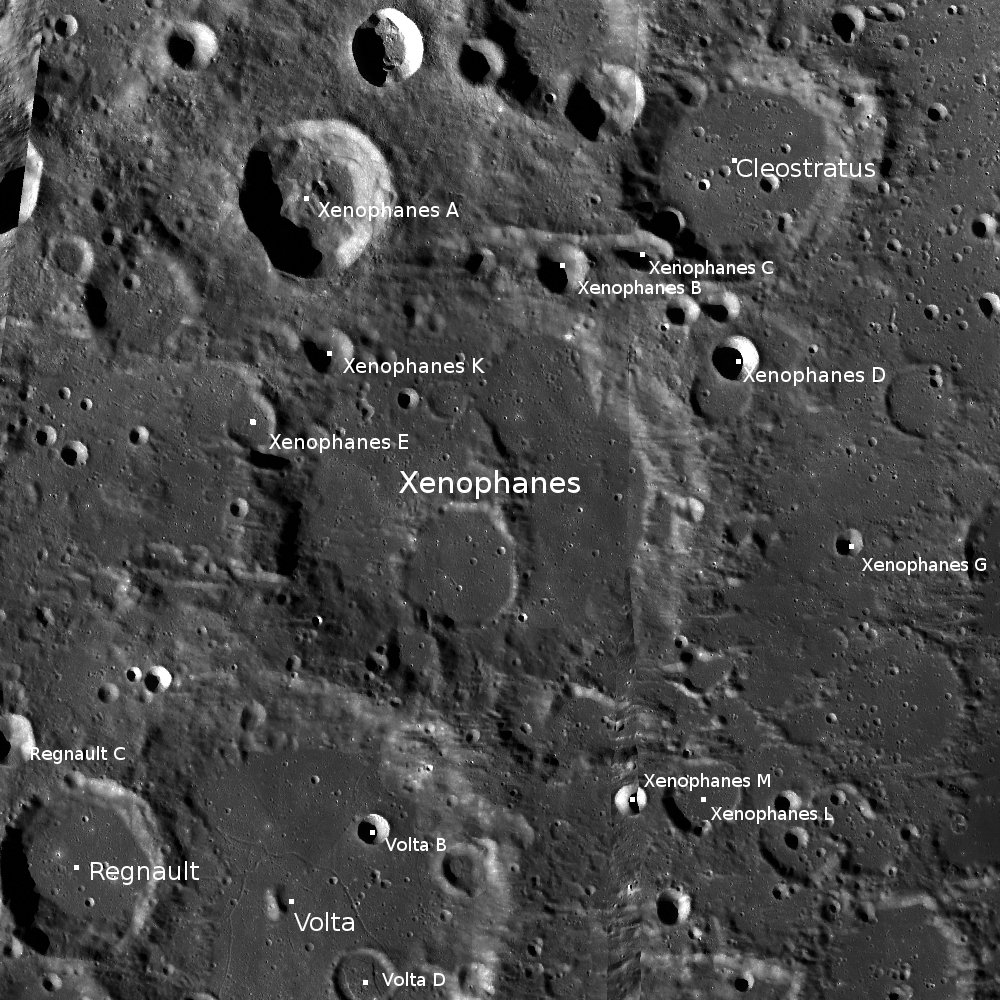
色诺芬尼环形山的周边，月球勘测轨道飞行器拍摄。

月球上克雷斯特拉杜斯环形山就是以他的名字命名。